# Ordem dos Advogados do Brasil

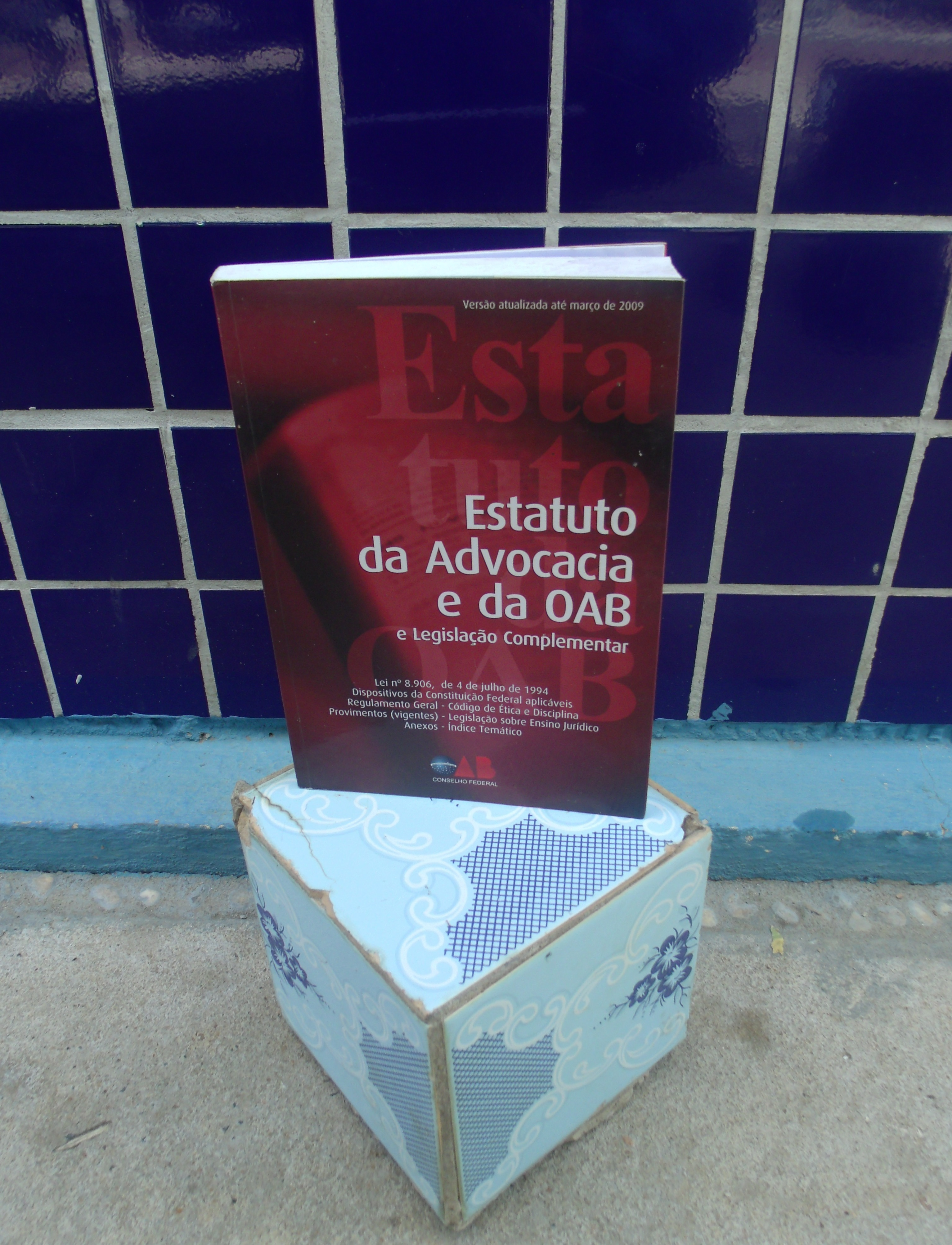
Estatuto da Advocacia no Brasil.

A Ordem dos Advogados do Brasil (OAB) é a entidade máxima de representação dos advogados brasileiros e a responsável pela regulamentação da advocacia e pela aplicação do Exame de Ordem dos advogados no país. É presidida atualmente por Beto Simonetti.

## História
A Ordem teve a sua criação prevista em 1843 pelo Instituto dos Advogados do Brasil, mas somente 87 anos depois foi instituída a Ordem dos Advogados. A OAB é o primeiro filho da Revolução de 1930. Em 3 de Novembro, Getúlio Vargas assume o poder. Em 18 de novembro ele cria a OAB. O ato decorreu do Decreto n.º 19.408, de 18 de novembro de 1930, da lavra do Chefe Executivo Nacional, Getúlio Vargas, então elevado ao poder pela recente Revolução de 1930, desencadeada um mês antes, em 3 de outubro.
A palavra Ordem, oriunda da tradição francesa, está vinculada à tradição da Idade Média, podendo ser entendida como um conjunto estatutário que determina um modo de vida reconhecido pela religião católica, tal como à Ordo Clericorum ou às ordens de cavalaria. O advogado era então uma espécie de cavaleiro das leis. Apesar de a Revolução Francesa ter extinto todas as corporações profissionais, a tradição manteve-se quanto à denominação da palavra Ordem, inspirando o nome de várias entidades corporativas relativas aos advogados em diversos países, inclusive em Portugal e no Brasil.
A Ordem dos Advogados do Brasil, assim instituída no plano nacional, é composta de Seções (Seccionais) instaladas em cada um dos Estados da Federação. Foi, pela legislação antiga, uma autarquia federal de caráter corporativista, tal como o Conselho Federal de Engenharia e Agronomia (CONFEA) e o Conselho Federal de Medicina (CFM). Hoje, segundo jurisprudência recente do Supremo Tribunal Federal, no julgamento da Ação Direta de  Inconstitucionalidade nº 3.026, passou a ser considerado serviço público independente, sem vinculação ao Poder Federal, goza de imunidade tributária, não tem fins lucrativos, é autônomo, é independente e seus funcionários são contratados pelo regime da CLT, sem necessidade de prévio concurso público.

### Instituto dos Advogados
Com base na Associação dos Advogados de Lisboa, aprovada por portaria de 23 de março de 1838, foi fundado o Instituto dos Advogados do Brasil (IAB), em 1843. Estava prevista também a criação da OAB, o que não ocorreu à época, mas somente em 1930, simbolizando as etapas evolutivas da advocacia brasileira, consagradas pelo atual Estatuto da Advocacia – a Lei n. 8.906, de 4 de julho de 1994.

### Fundação da Ordem
A Ordem dos Advogados do Brasil viria a ser criada apenas em 18 de novembro de 1930, pelo decreto presidencial n.º 19.408, pouco depois da Revolução de 30, para representar os interesses dos advogados. Com a criação da OAB iniciou-se, no Brasil, a regulamentação profissional do advogado, com exigência de formação universitária. Hoje exige-se para a obtenção de licença para advogar a aprovação do Bacharel em Direito no exame de ordem da OAB, além de outros requisitos colacionados no artigo 8° da Lei n° 8.906/94.
Decreto nº 19.408, de 18 de novembro de 1930: Art. 17. Fica criada a Ordem dos Advogados Brasileiros, órgão de disciplina e seleção da classe dos advogados, que se regerá pelos estatutos que forem votados pelo Instituto da Ordem dos Advogados Brasileiros, com a colaboração dos Institutos dos Estados, e aprovados pelo Governo. [...].

### Criação das caixas de assistência dos advogados
Com a edição do Decreto-Lei n.° 4.563, de 11 de agosto de 1942, as Seções da OAB puderam instituir suas respectivas caixas de assistência aos advogados, através de suas assembleias gerais, devendo passar pela aprovação do Conselho Federal da entidade. O objetivo foi o de promover serviços de assistência e seguridade aos profissionais inscritos nos Conselhos Seccionais da OAB. Tais caixas, que hoje têm personalidade jurídica próprias reconhecidas pelo Estatuto da Advocacia, tornaram-se expressivas instituições no decorrer da história. Diferentemente dos demais Órgãos pertencentes a OAB, as Caixas de Assistência não gozam de imunidade tributária.

### Atentado a bomba em 1980
Em 27 de agosto de 1980, uma carta-bomba foi enviada para a sede da OAB no Rio de Janeiro. No início da tarde daquela quarta-feira, Lyda Monteiro da Silva, a mais antiga funcionária da OAB, secretária do presidente do Conselho Federal da Ordem dos Advogados do Brasil, foi morta ao abrir a correspondência. Um relato dos fatos foi apresentado pelo programa Linha Direta sobre o atentado do Rio Centro.

### Atuação recente da OAB
Após a redemocratização do país, a Ordem continuou atuando politicamente e também na defesa do exercício profissional dos advogados, tendo participado no impeachment de Fernando Collor de Mello em 1992, nas reformas constitucionais e protestando contra o abuso no uso de medidas provisórias, bem como contra a falta de ética, tanto na política quanto nas eleições.
Em março de 2016, a OAB, por 26 votos a 2, decidiu apoiar o impeachment de Dilma Rousseff baseado no parecer do conselheiro federal Erick Venâncio.
No dia 21 de janeiro de 2021, a OAB denunciou por omissão no combate a pandemia de COVID-19 no Brasil o governo Jair Bolsonaro à Organização dos Estados Americanos (OEA). A OAB quer que seja reconhecido que o Estado brasileiro violou diversos artigos da Convenção Americana sobre Direitos Humanos devido à omissão em solucionar o colapso do sistema de saúde.

## Exame da Ordem
O exame da OAB é um exame que os bacharéis em direito devem ser aprovados para poderem exercer a advocacia no Brasil. O exame é realizado três vezes por ano.
No exame são aplicadas duas provas em dias diferentes. A primeira prova é uma prova objetiva, com oitenta questões de múltipla escolha, abordando várias matérias do direito, e a segunda é uma prova prático-profissional, que contém uma peça profissional e quatro questões discursivas.
A prova prático-profissional tem duração de 5 horas. Ela é composta de duas partes. A nota máxima dessa prova é 10. Quando aprovado no exame, o advogado recebe um número identificador único (exemplo: OAB/CE 19.019), identificando o advogado e o estado de origem.

Já foram realizadas 38 edições unificadas do exame da OAB.

## Estrutura
A OAB é composta por um Conselho Federal, que centraliza as decisões em todo o país. Nos estados e Distrito Federal existem as Seções da Ordem (Conselhos Seccionais), por sua vez composta por diversas Subseções, que congregam vários municípios. Essa estrutura deriva das Leis 4.215, de 27 de abril de 1963 e , de 4 de julho de 1994.
Sua estrutura, basicamente, é assim composta:
- Conselho Federal, com sede na capital da República, é o órgão supremo da OAB, onde serão tomadas todas as deliberações nos casos em que convêm recorrer a instâncias superiores. Sua primeira sessão preparatória foi realizada em 6 de março de 1933.[9]
- Conselhos Seccionais, sediados nos estados, exercem e observam, nos seus respectivos territórios, as competências, vedações e funções atribuídas ao Conselho Federal.
- Subseções, órgãos regionais da OAB, a quem compete dar cumprimento efetivo às finalidades da OAB, no âmbito de seu território.
- Caixas de Assistência dos Advogados (Lei 8.906/94, art. 45), destinadas a prestar assistência aos inscritos no Conselho Seccional a que se vincule.

As Caixas de Assistência dos Advogados são entidades vinculadas às Seções da Ordem dos Advogados do Brasil, e a esta se equiparam, inclusive possuindo personalidade jurídica própria.

### Comissões nacionais
- Comissão Nacional da Advocacia Jovem
- Comissão Nacional da Mulher Advogada
- Comissão Nacional da Verdade da Escravidão Negra no Brasil
- Comissão Nacional de Acesso à Justiça
- Comissão Nacional de Advocacia Pública
- Comissão Nacional de Defesa da República e da Democracia
- Comissão Nacional de Defesa das Prerrogativas e Valorização da Advocacia
- Comissão Nacional de Direito Ambiental
- Comissão Nacional de Direitos Difusos e Coletivos
- Comissão Nacional de Direitos Humanos
- Comissão Nacional de Direitos Sociais
- Comissão Nacional de Educação Jurídica
- Comissão Nacional de Estudos Constitucionais
- Comissão Nacional de Exame de Ordem
- Comissão Nacional de Legislação
- Comissão Nacional de Promoção da Igualdade
- Comissão Nacional de Relações Institucionais
- Comissão Nacional de Relações Internacionais
- Comissão Nacional de Sociedades de Advogados
- Coordenação Nacional do Exame de Ordem Unificado

### Comissões especiais
- Comissão Especial da Advocacia Corporativa
- Comissão Especial da Criança e do Adolescente
- Comissão Especial da Diversidade Sexual e Gênero
- Comissão Especial de Acompanhamento Legislativo
- Comissão Especial de Advocacia em Estatais
- Comissão Especial de Análise da Regulamentação do Novo Código de Processo Civil
- Comissão Especial de Análise do Novo Código Comercial
- Comissão Especial de Arbitragem
- Comissão Especial de Assuntos Regulatórios
- Comissão Especial de Combate à Corrupção e à Impunidade
- Comissão Especial de Cultura e Arte
- Comissão Especial de Defesa da Cidadania Tributária
- Comissão Especial de Defesa do Consumidor
- Comissão Especial de Direito Administrativo
- Comissão Especial de Direito da Tecnologia e Informação
- Comissão Especial de Direito de Família e Sucessões
- Comissão Especial de Direito de Infraestrutura
- Comissão Especial de Direito Desportivo
- Comissão Especial de Direito Eleitoral
- Comissão Especial de Direito Empresarial
- Comissão Especial de Direito Imobiliário
- Comissão Especial de Direito Marítimo e Portuário
- Comissão Especial de Direito Notarial e Registral
- Comissão Especial de Direito Previdenciário
- Comissão Especial de Direito Securitário
- Comissão Especial de Direito Sindical
- Comissão Especial de Direito Tributário
- Comissão Especial de Energia
- Comissão Especial de Estudo da Reforma Política
- Comissão Especial de Estudo do Direito Penal
- Comissão Especial de Eventos Desportivos
- Comissão Especial de Falências e Recuperação Judicial
- Comissão Especial de Garantia do Direito de Defesa
- Comissão Especial de Inovação e Gestão
- Comissão Especial de Mediação e Conciliação
- Comissão Especial de Precatórios
- Comissão Especial de Propriedade Intelectual
- Comissão Especial de Proteção ao Rio São Francisco
- Comissão Especial de Saúde Suplementar
- Comissão Especial de Segurança Pública
- Comissão Especial do Direito Médico e da Saúde
- Comissão Especial do Idoso
- Comissão Especial dos Direitos da Pessoa com Deficiência
- Comissão Especial para Estudo das Modificações de Dados no Cadastro Nacional dos Advogados